# Sawdonia
Sawdonia ist eine Gattung ausgestorbener früher Landpflanzen, die nur aus dem Devon bekannt sind und zu den Zosterophyllopsida, Verwandten der Bärlapppflanzen, gehören.

## Merkmale
Die am besten bekannte Art ist Sawdonia ornata. Sie wird als rund 30 cm hohe Pflanze rekonstruiert, die über ein kriechendes Rhizom verfügt, von dem pseudomonopodial verzweigte Sprossachsen aufsteigen. Die Seitenachsen verzweigen dichotom und sind an den Enden spiralig eingerollt. Die Zweige haben einen Durchmesser von einem bis vier Millimeter und sind mit zahlreichen mehrzelligen Stacheln besetzt. Die Stele besitzt einen Kern aus Ring-Tracheiden. Das Xylem ist im Querschnitt elliptisch bis streifenförmig und wahrscheinlich exarch (Reifung von außen nach innen, Protoxylem daher außen).
Manche Epidermiszellen tragen Papillen, andere bilden eine Struktur aus einer Zentralzelle, die von mehreren, langen radiären Zellen umgeben ist. Diese werden als Haar-Basen gedeutet, als ihre Funktion wurden Sekretion, Belüftung und Speicherung vorgeschlagen. An der Stamm-Epidermis befinden sich Stomata, fehler jedoch an den Stacheln.
Die Sporangien stehen in lockeren Ähren in zwei Reihen an den Zweigenden. Die einzelnen Sporangien stehen an einem kurzen, wohl mit einem Leitbündel versehenen Stiel und sind nierenförmig. Die Öffnung erfolgte entlang dem konvexen Rand in zwei gleiche Klappen. Die Sporen sind gleichartig (homospor), von rundlicher bis leicht dreikantiger Gestalt und bis 64 Mikrometer Durchmesser.
Der Gametophyt von Sawdonia ornata ist unbekannt.

## Verbreitung
Fossilien, die der Gattung Sawdonia zugeordnet werden, sind aus Nordamerika, Schottland, England, Belgien, Polen und Südwest-Sibirien bekannt. Zeitlich werden die Funde vom Pragium bis zum Frasnium eingeordnet, die meisten stammen aus dem Pragium und Emsium.

## Systematik
Sawdonia ist eine von mehreren Gattungen der Familie Sawdoniaceae, die alle durch die mehrzelligen Stacheln gekennzeichnet sind.
Neben der Typusart Sawdonia ornata ist noch Sawdonia acanthotheca aus New Brunswick, Kanada, bekannt.

## Botanische Geschichte
Sawdonia ornata wurde zunächst 1859 von John William Dawson von der Gaspé-Halbinsel als Psilophyton princeps var. ornatum beschrieben. Die Fossilien mit seitenständigen Sporangien wurden 1971 von Hueber in eine eigene Gattung Sawdonia gestellt. 1989 wurden von Dianne Edwards et al. einige Funde in die Gattung Deheubarthia ausgegliedert.

## Belege
- Paul Kenrick, Peter R. Crane: The Origin and Early Diversification of Land Plants. A Cladistic Study. Smithsonian Institution Press, Washington D.C. 1997, v. a. S. 332f. ISBN 1-56098-729-4
- Thomas N. Taylor, Edith L. Taylor: The Biology and Evolution of Fossil Plants. Prentice Hall, Englewood Cliffs 1993, S. 204f. ISBN 0-13-651589-4